# USS LST-555
O USS LST-555 foi um navio de guerra norte-americano da classe LST que operou durante a Segunda Guerra Mundial.